# 佐竹義種
佐竹 義種（さたけ よしたね、永禄10年（1567年） - 元和5年6月1日（1619年7月11日） ）は、戦国時代から江戸時代初期の武将。佐竹南家第3代当主。幼名は新発意（しぼい）、鶴寿丸。仮名は三郎。淡路守。第2代佐竹義尚の嫡男。子に義章、早川宣直（のぶなお、早川氏祖、佐竹義宣より1字を賜う）。
父の義尚は義種が5歳の時に早世したので、従弟の佐竹義宣とともに太田城で養育された。天正7年（1580年）に義宣と一緒に元服する。天正12年（1585年）、伯父佐竹義重の指揮下で北条氏直と戦い戦功を挙げる。その後、義宣とともに小田原征伐に従軍、朝鮮出兵の際は名護屋城に在陣した。
佐竹家は徳川家康より、関ヶ原の戦いにおける日和見の態度を咎められ、慶長7年（1602年）に出羽久保田藩に転封となった。その際、義種は先に部下を率いて秋田に入り準備をした。その迅速さに義宣は喜び、どの封地がよいか訪ねた。これに対して義種は最上氏や伊達氏領と隣接した地こそ兵乱の時に逸早く駆けつけることができるということで、湯沢城代となった。なお、義種は城には住まず、麓に住居兼役所を設けた。大坂の陣両陣に従軍し、元和5年、53歳で没し、家督は嫡男の義章が継いだ。